# Чежа (приток Веронды)

Чежа — река в России, протекает в Новгородском районе Новгородской области. Устье реки находится в 11 км по правому берегу реки Веронда между деревнями Фарафоново и Куканово. Длина реки — 11 км, площадь её водосборного бассейна — 387 км². 

## Данные водного реестра
По данным государственного водного реестра России относится к Балтийскому бассейновому округу, водохозяйственный участок реки — Бассейн оз. Ильмень без рр. Мста, Ловать, Пола и Шелонь, речной подбассейн реки — Волхов. Относится к речному бассейну реки Нева (включая бассейны рек Онежского и Ладожского озера).
По данным геоинформационной системы водохозяйственного районирования территории РФ, подготовленной Федеральным агентством водных ресурсов:
- Код водного объекта в государственном водном реестре — 01040200512102000025126
- Код по гидрологической изученности (ГИ) — 102002512
- Код бассейна — 01.04.02.005
- Номер тома по ГИ — 2
- Выпуск по ГИ — 0